# Giovanni Fantuzzi
Giovanni Fantuzzi (Bolonia, 2 de diciembre de 1718-Bolonia, 13 de junio de 1799) fue un historiador, biógrafo y bibliógrafo italiano.

## Obras

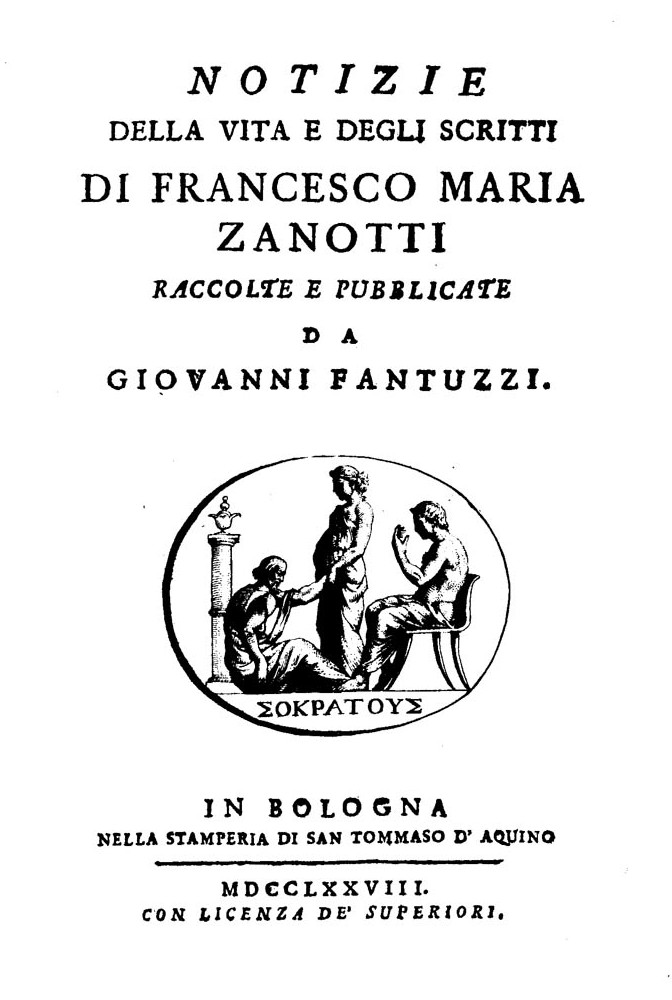
Notizie della vita e degli scritti di Francesco Maria Zanotti, 1778

- Memorie della vita del generale Luigi Ferdinando Marsigli (en italiano). Bolonia: Lelio dalla Volpe. 1770.
- Memorie della vita di Ulisse Aldrovandi (en italiano). Bolonia: Lelio dalla Volpe. 1774.
- Notizie della vita e degli scritti di Francesco Maria Zanotti (en italiano). Bolonia: Stamperia di San Tommaso d'Aquino. 1778.
- Notizie degli scrittori bolognesi (en italiano) 1. Bolonia: Stamperia di San Tommaso d'Aquino. 1781.